# Ameletus suffusus
Ameletus suffusus is een haft uit de familie Ameletidae. De wetenschappelijke naam van de soort is voor het eerst geldig gepubliceerd in 1936 door McDunnough.
De soort komt voor in het Nearctisch gebied.